# Securidaca trianae
Securidaca trianae är en jungfrulinsväxtart som beskrevs av Ellsworth Paine Killip och Dugand. Securidaca trianae ingår i släktet Securidaca och familjen jungfrulinsväxter. Inga underarter finns listade i Catalogue of Life.